# Siedlung Theobaldstraße

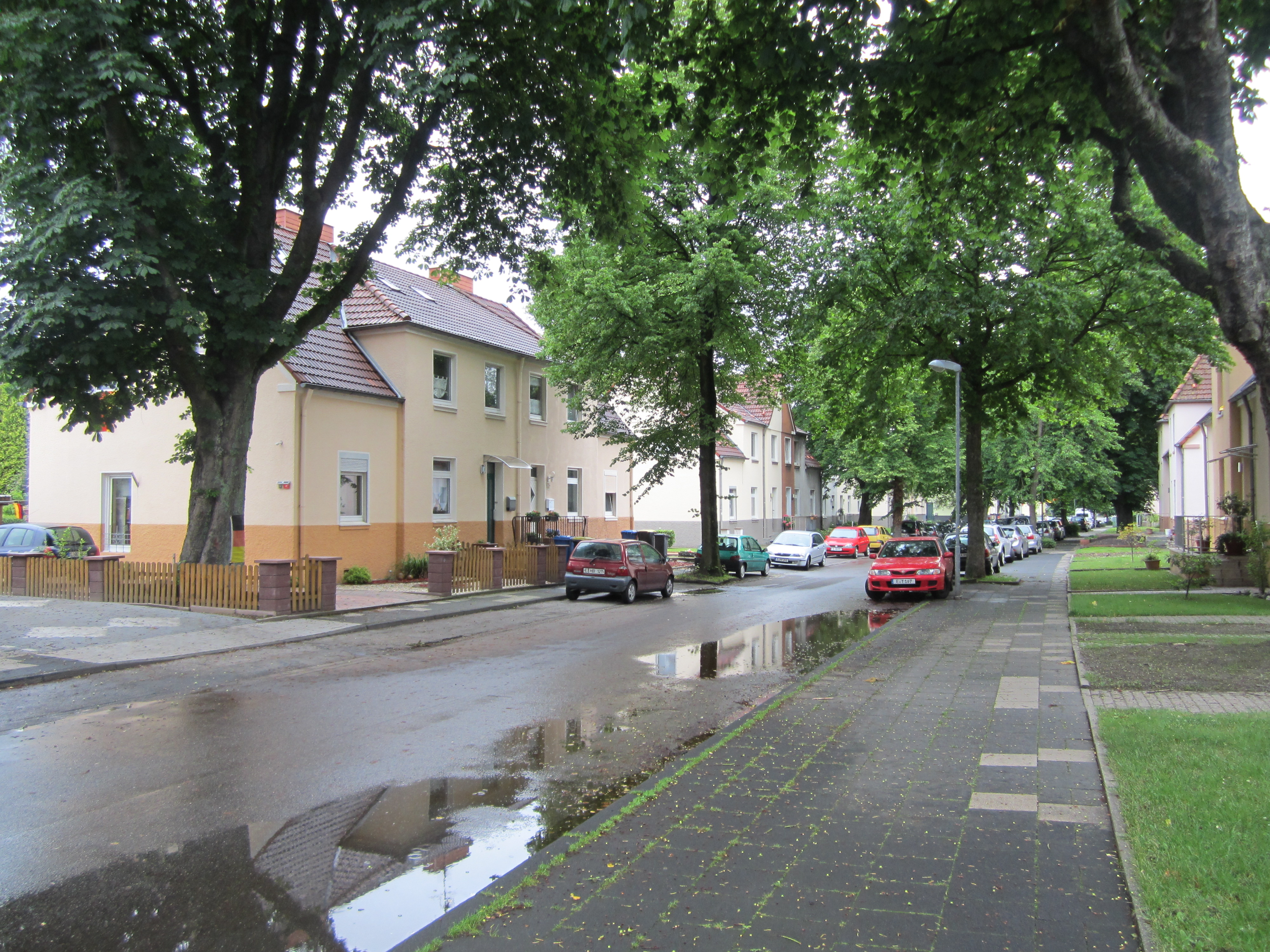
Theobaldstraße

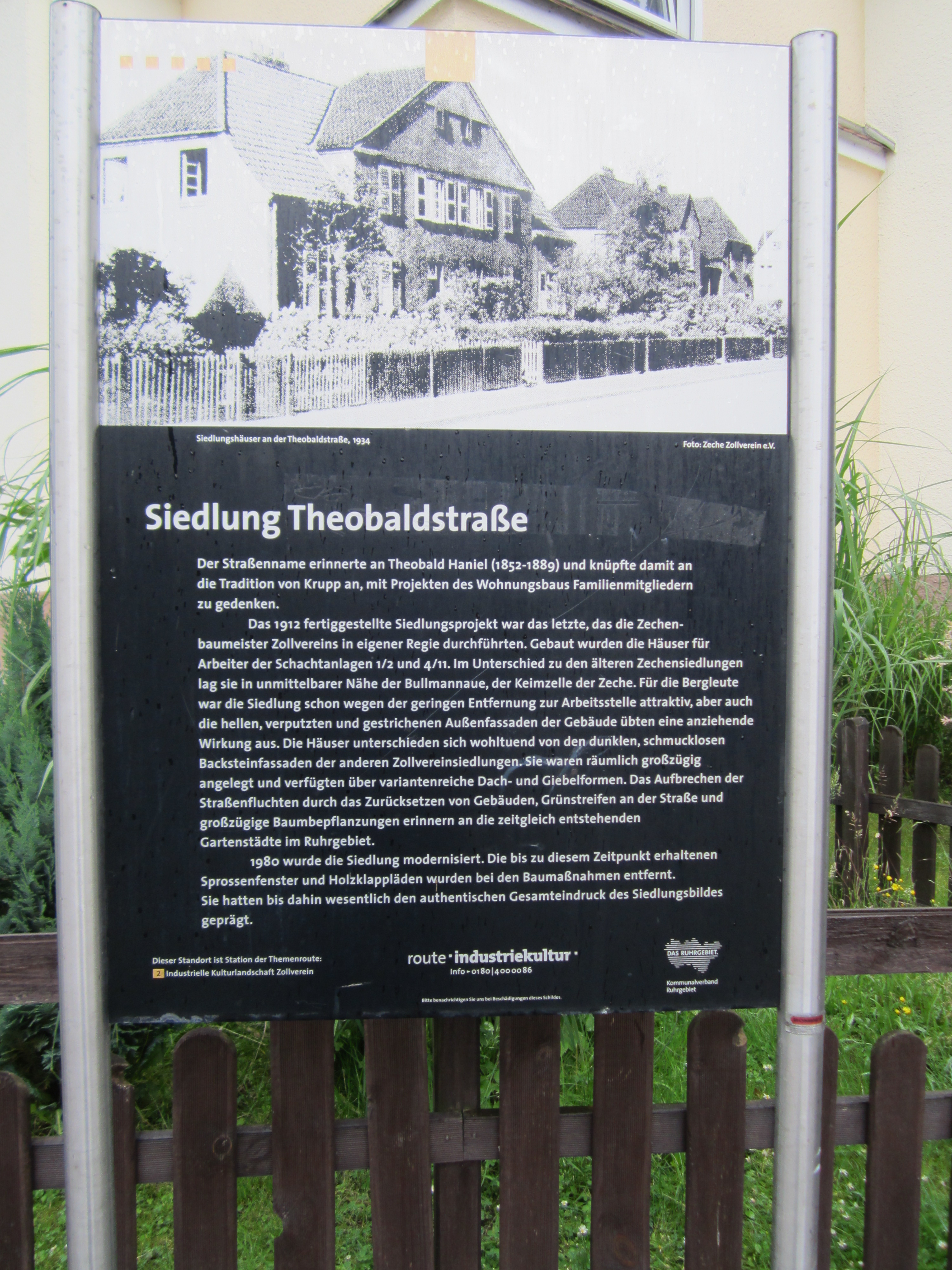
Informationstafel der Route Industriekultur

Die Siedlung Theobaldstraße in Essen-Katernberg war die letzte von den Zechenbaumeistern Zollvereins selbst gebaute Arbeitersiedlung.

## Geschichte
Die 1912 begonnene Siedlung wurde nach Theobald Haniel benannt. Sie war bei den Bergarbeitern aus zwei Gründen sehr beliebt: Zum einen lag sie nahe dem Zollverein-Schacht 1/2, sodass ein längerer Anmarschweg, wie er bei den alten Siedlungen notwendig gewesen wäre, vermieden wurde. Zum anderen war sie in der Gestaltung wesentlich moderner und heller als die alten Zollvereinssiedlungen im Backsteinstil. In Orientierung an die Gartenstadtidee waren die Straßenfluchten großzügiger und mit Grünstreifen angelegt, die Dach- und Giebelformen waren abwechslungsreich gestaltet, die Außenwände hell verputzt.
Die Familie Haniel kümmerte sich auch außerhalb des Siedlungsbaus um Belange der Arbeiter. Sie baute oder unterstützte Kirchen, richtete Werksfürsorgestellen und Schulen ein und beteiligte sich finanziell an anderen öffentlichen Einrichtungen nahe der Siedlung.